# Giorgio Agamben
Giorgio Agamben (ur. 22 kwietnia 1942) – filozof włoski, zainteresowany m.in. konceptami stanu wyjątkowego (niem. Ausnahmezustand), formy życia (niem. Lebensform), homo sacer i biopolityki.

## Życiorys
Studiował na Uniwersytecie w Rzymie, gdzie napisał nieopublikowaną pracę nt. myśli politycznej Simone Weil. Brał udział w seminarium Martina Heideggera, poświęconych Heraklitowi i Heglowi, w 1966 i 1968 roku.
W latach 70. zajmował się głównie lingwistyką, filologią, poetyką i topiką w kulturze średniowiecznej. Zaczynał jako heideggerysta, w późniejszych latach zajmował się również Guy Debordem, Michelem Foucaultem, Hanną Arendt. 
W 2002 roku zrezygnował z wykładów w USA w ramach protestu przeciwko paszportom biometrycznym.
Wykłada na uniwersytecie w Wenecji i na wielu uczelniach międzynarodowych.
Napisał jedno z ważniejszych opracowań na temat obozów koncentracyjnych – Co zostaje z Auschwitz (Warszawa 2008). Zasłynął jako autor dwutomowego Homo sacer – w pierwszym tomie definiuje i opisuje rozmaite postaci współczesnych wykluczonych (do których zalicza między innymi więźniów obozów koncentracyjnych oraz imigrantów, którzy czasem również przetrzymywani są w obozach), zaś w drugim uściśla pojęcie „stanu wyjątkowego”, które zostało spopularyzowane przez Carla Schmitta.

## Publikacje dostępne w języku polskim
- Profanacje. Mateusz Kwaterko (tłum.). Warszawa: PIW, 2006. ISBN 83-06-03042-7. Brak numerów stron w książce
- Homo sacer. Suwerenna władza i nagie życie. Mateusz Salwa (tłum.). Warszawa: Prószyński i S-ka, 2008. ISBN 978-83-7469-671-5. Brak numerów stron w książce
- Co zostaje z Auschwitz. Archiwum i świadek. Sławomir Królak (tłum.). Warszawa: Sic!, 2008. ISBN 978-83-60457-51-1. Brak numerów stron w książce
- Wspólnota, która nadchodzi. Sławomir Królak (tłum.). Warszawa: Sic!, 2008. ISBN 978-83-60457-55-9. Brak numerów stron w książce
- Stan wyjątkowy. Monika Surma-Gawłowska (tłum.). Kraków: Ha!art, 2009. ISBN 978-83-61407-68-3. Brak numerów stron w książce
- Czas, który zostaje. Komentarz do Listu do Rzymian. Sławomir Królak (tłum.). Warszawa: Sic!, 2009. ISBN 978-83-60457-83-2. Brak numerów stron w książce
- Nagość. Krzysztof Żaboklicki (tłum.). Warszawa: W.A.B., 2010. ISBN 978-83-7414-784-2. Brak numerów stron w książce
- Agamben. Przewodnik Krytyki Politycznej. opracowanie zbiorowe; Mikołaj Ratajczak i Krystian Szadkowski (wstęp). Warszawa: Wydawnictwo Krytyki Politycznej, 2010. ISBN 978-83-61006-61-9. Brak numerów stron w książce (wewnątrz zbioru tłumaczenia kilku tekstów Agambena)
- Przyjaciel. Sebastian Matuszewski (tłum.). Poznań–Warszawa: Oficyna Wydawnicza Bractwa „Trojka”, 2017, seria: Tikn. ISBN 978-83-947490-1-9. Brak numerów stron w książce
- Rzecz sama, przełożyła Ewa Górniak-Morgan, Kronos 3(42)/2017
- O granicach przemocy, przełożyła Ewa Górniak-Morgan, Kronos 3(42)/2017
- Filozoficzna przechadzka Walsera, przełożył Andrzej Serafin, Kronos 1(44)/2018
- Idea prozy. Ewa Górniak-Morgan (tłum., posłowie). Warszawa: Fundacja Augusta hr. Cieszkowskiego, 2018, seria: Miniatury Filozoficzne. ISBN 978-83-65787-17-0. Brak numerów stron w książce
- Mesjasz i suweren. Problem prawa u Waltera Benjamina. Piotr Laskowski (tłum.). Poznań–Warszawa: Oficyna Wydawnicza Bractwa „Trojka”, 2019, seria: Tikn. ISBN 978-83-66114-02-9. Brak numerów stron w książce
- Pulcinella czyli Rozrywka dla dzieci. Joanna Ugniewska (tłum.). Warszawa: Fundacja Augusta hr. Cieszkowskiego, 2019, seria: Miniatury Filozoficzne.
- Pinokio. Przygody pajacyka podwójnie skomentowane i potrójnie zilustrowane. Joanna Ugniewska (tłum.). Warszawa: Fundacja Augusta hr. Cieszkowskiego, 2024, seria: Miniatury Filozoficzne.